# Paris Automotive Week
Le Paris Automotive Week est un ensemble de festivités consacré à l'automobile, et la mobilité en général, qui se déroule au Parc des expositions de la porte de Versailles à Paris, réunissant le Mondial de l'Automobile de Paris et le salon Equip Auto à partir de 2022,. Il remplace le Paris Motion Festival annulé en 2020 en raison de la pandémie de Covid-19 en France.

## Présentation
Le Paris Automotive Week est un ensemble d'événements fédérant tous les acteurs de l'automobile durant une semaine de festivité en permettant de présenter deux évènements sur le même site pour les particuliers et pour les professionnels.

### 1reédition (2022)
Le Mondial de l'automobile de Paris 2022 a lieu du 17 au 23 octobre 2022, et le salon Equip Auto (exclusivement réservé aux professionnels) se déroule du 18 au 22 octobre 2022.